# Що кожна дівчина повинна знати
Що кожна дівчина повинна знати (англ. What Every Girl Should Know) — американська мелодрама режисера Чарльза Райснера 1927 року.

## У ролях
- Петсі Рут Міллер — Мері Салліван
- Іен Кіт — Артур Грем
- Керролл Най — Дейв Салліван
- Мікі МакБан — Боббі Салліван
- Лілліен Ленгдон — місіс Рендольф
- Хейзел Хауелл — Естель Рендольф
- Кармеліта Джераті — мадам Ле Флер
- Боббі Гордон
- Ньютон Хаус
- Джек Паркер